# 西华拉沙
西华拉沙（1956年12月8日—），马来西亚政治人物，公正党党员，也是人民公正党政治局委员。曾于2018至2020年担任马来西亚乡村与区域发展部副部长、2018年至2022年担任马来西亚雪兰莪双溪毛糯国会议员，以及2008年至2018年担任雪兰莪梳邦国会议员。

## 政治生涯
2022年大选时，西华因声带问题而没再参加选举。